# Розоллі

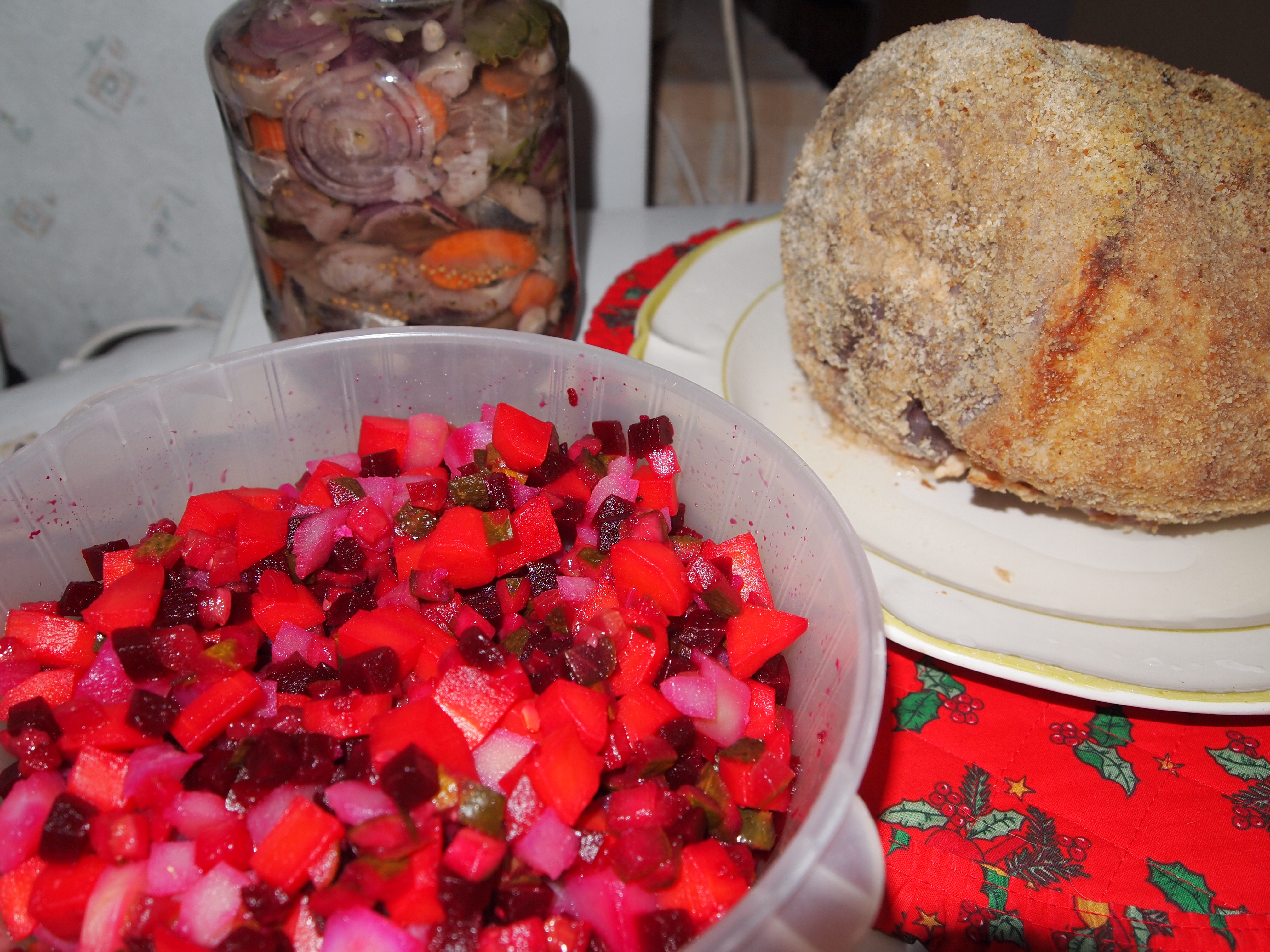
Розоллі на передньому плані з lasimestarin silli («оселедцем склодува», маринований оселедець з цибулею та морквою) і різдвяна шинка на задньому плані

Розоллі — салат фінської кухні, який їдять переважно як холодний гарнір, зокрема як частину традиційної фінської різдвяної трапези.

## Опис
Розоллі готують із варених, нарізаних кубиками коренеплодів, особливо буряка, моркви та картоплі, часто в поєднанні з одним або декількома маринованими огірками (в оцті чи розсолом), сирою цибулею та яблуком. Варіації також можуть включати додаткові інгредієнти, такі як маринований оселедець або варене яйце, і в цьому випадку салат, швидше за все, подають як першу страву (аперитив), а не як гарнір до основної страви.
Розоллі часто подають із заправкою зі збитих вершків або продукту зі сметани, доступного у Фінляндії під назвою kermaviili (це різновид віілі, виготовленого зі сметаною), приправленого оцтом або рідиною для маринування буряка, яка також забарвлює вершки в рожевий колір.
Подібні страви зустрічаються по всій Північній Європі, від низинних країн через Скандинавію до Росії. Особливо на фінський розоллі дуже схожий салат вінегрет.

## Етимологія
Згідно з деякими джерелами, слово rosolli походить від російського слова rassol, що означає розсіл, хоча невідомо, як воно позначало цю страву. У західній Фінляндії традиційно використовуються альтернативні терміни, такі як punainen salaatti (буквально «червоний салат», переданий діалектично) або sinsalla (імовірно, від шведського слова sillsallad, що означає «салат з оселедця»).